# Nemoleon tenuis
Nemoleon tenuis är en insektsart som först beskrevs av Navás 1936.  Nemoleon tenuis ingår i släktet Nemoleon och familjen myrlejonsländor. Inga underarter finns listade i Catalogue of Life.